# Gujarat
Gujarat är en delstat i nordvästra Indien. Delstatens tillkomst 1960 betingades av att där finns en befolkningsmajoritet som talar gujarati. Delstaten är den näst mest industrialiserade i landet.
Mahatma Gandhi föddes i Porbandar i Gujarat.

## Historia
- 2500 f.Kr. Harappacivilisationen
- 200 f.Kr. Chandragupta Maurya grundar ett rike med huvudstad i Junagadh. Riket når sin höjdpunkt under kejsare Ashoka.
- 388 e.Kr. Guptariket med huvudstad i Valabhi grundläggs.
- 1299 Muslimerna erövrar Gujarat.
- 1307 Sultanatet i Gujarat markerar självständighet från härskarna i Delhi.
- 1500 Området erövras av stormogulen.
- 1531 Portugiserna erövrar gujaratstäderna Daman och Diu.
- 1613 Brittiska Ostindiska Kompaniet sätter upp ett högkvarter i Surat.
- 1818 Gujarat lyder direkt under britterna.
- 1960 Delstaten Bombay delas och Gujarat blir egen delstat.

## Geografi
Delstaten gränsar till Pakistan. Här finns två öknar, varav en av dem med namnet Kachchh är känd från Brittiska Indiens historia. Kusten mot havet (vid Cambaybukten) är längre i Gujarat än i någon annan delstat, totalt 160 mil. Delstaten har flera stora städer, bland annat Ahmedabad, Surat och Vadodara.
Delstaten hyser ett flertal nationalparker, däribland Girskogens nationalpark nära Junagadh, där de sista asiatiska lejonen lever, samt Velavadar nationalpark i Bhavnagardistriktet, Vandsa nationalpark i Bulserdistriktet och Jamnagar Marine National Park vid Kutchbukten.

### Städer
De största städerna är Ahmedabad, Rajkot, Vadodara och Surat. Bland övriga städer märks Amrela, Anand, Bhavnagar, Bhuj, Botad, Dhoraji, Dhrangadhra, Dohad, Gandhidham, Gandhinagar, Jamnagar, Junagadh, Kadi, Keshod, Mahuva, Mehsana, Morbi,  Nadiad, Navsari, Okha Port, Patan, Petlad, Porbandar, Savarkundla, Surajkaradi, Surendranagar, Una, Unjha, Valsad, Vapi, Veraval och Visnagar.

## Samhälle
Hindunationalismen är stark i delstaten och Gujarat styrs för närvarande av hindunationalistiska BJP. 2002 ägde kraftiga sammanstötningar rum mellan hinduer och muslimer. 2011 var 89 procent av befolkningen hinduer, 10 procent var muslimer och 1 procent var jainister.
Konsumtion av alkohol är olagligt i delstaten.
Av befolkningen är 70 procent läskunnig. Urbaniseringsgraden är 37,7 procent.

## Ekonomi
Stapelvaror i jordbruket är ris och vete. Boskapsskötseln är framträdande och Indiens största mejeribransch finns i delstaten; ett av mejerierna kan vara det största i världen.
Jainister i Gujarat är traditionellt verksamma i diamantslipningsindustrin. Näringslivet präglas av mindre företagsamhet.

## Utbildning
Maharaja Krishnakumarsinhji Bhavnagar University och Anand Agricultural University ligger i delstaten.